# ベリック・アポン・ツイード
ベリック＝アポン＝ツイード（ Berwick-upon-Tweed：[ˈbɛrɪk-]）は、ベリック＝オン＝ツイード（Berwick-on-Tweed）や単にベリック（Berwick）とも呼ばれることもある、イングランド・ノーサンバーランドにあるタウン、シヴィル・パリッシュ。アングロ・スコティッシュ・ボーダーズ（スコットランドとの国境）から南 2+1⁄2 mi (4 km) に位置し、イングランドにおいて最北のタウンである。2011年イギリス国勢調査ではベリックの人口は12,043人と記録されている。
東海岸のツイード川の河口に位置し、エディンバラの東南東 56 mi (90 km) 、ニューカッスル・アポン・タインの北 65 mi (105 km) 、ロンドンの北 345 mi (555 km) にある。イングランド独特の町で、デンマークの首都コペンハーゲンより少し北にあり、スウェーデンの南端はベリックと国境を接する北海のさらに東にある。
ベリックは、10世紀にイギリスに併合されたノーサンブリア王国の時代にアングロ・サクソン人の入植地として設立された。ベリック、スピッタル、ツイードマスのコミュニティで構成されるシヴィル・パリッシュと町議会は、2008年に設立された。イングランド最北端のシヴィル・パリッシュである。
この地域は400年以上にわたり、イングランド王国とスコットランド王国の間の歴史的な国境戦争の中心であり、ベリックの領有は2つの王国の間で何度か交代した。最後に領有者が変わったのは、1482年にグロスターのリチャードがイングランドのためにベリックを取り戻した時だった。今日まで、多くのバーウィッカーはスコットランドとの親近感を感じている。ラグビーチームのベリックRFCとサッカーチームのベリック・レンジャーズFCはどちらもスコットランドリーグでプレーしている。
ベリックは伝統的なマーケットタウンであり、特に中世の街壁、ジョージ王朝様式の市庁舎、エリザベスの城壁、ニコラス・ホークスムアが兵器局のために建てた（1717年 - 1721年）イギリスで最も初期の兵舎の建物など、いくつかの注目すべき建築上の特徴がある。

## 名前
ベリックの名前は、古語のberewickと同じ起源であり、荘園から切り離され、領主自身の使用のために確保された農地の一部を示す。これは、「トウモロコシ畑」を意味する古英語のberewícに由来する（より具体的には、bereはオオムギを指す）。イギリスには同じ名前の場所がたくさんあり、その1つがスコットランドのノース・ベリックで、ベリック＝アポン＝ツイードはスコットランドの情報源では「サウス・ベリック」とも呼ばれている。中世の町の印章は、名前の洒落としてクマとセイヨウハルニレの木を描いた。

## 歴史

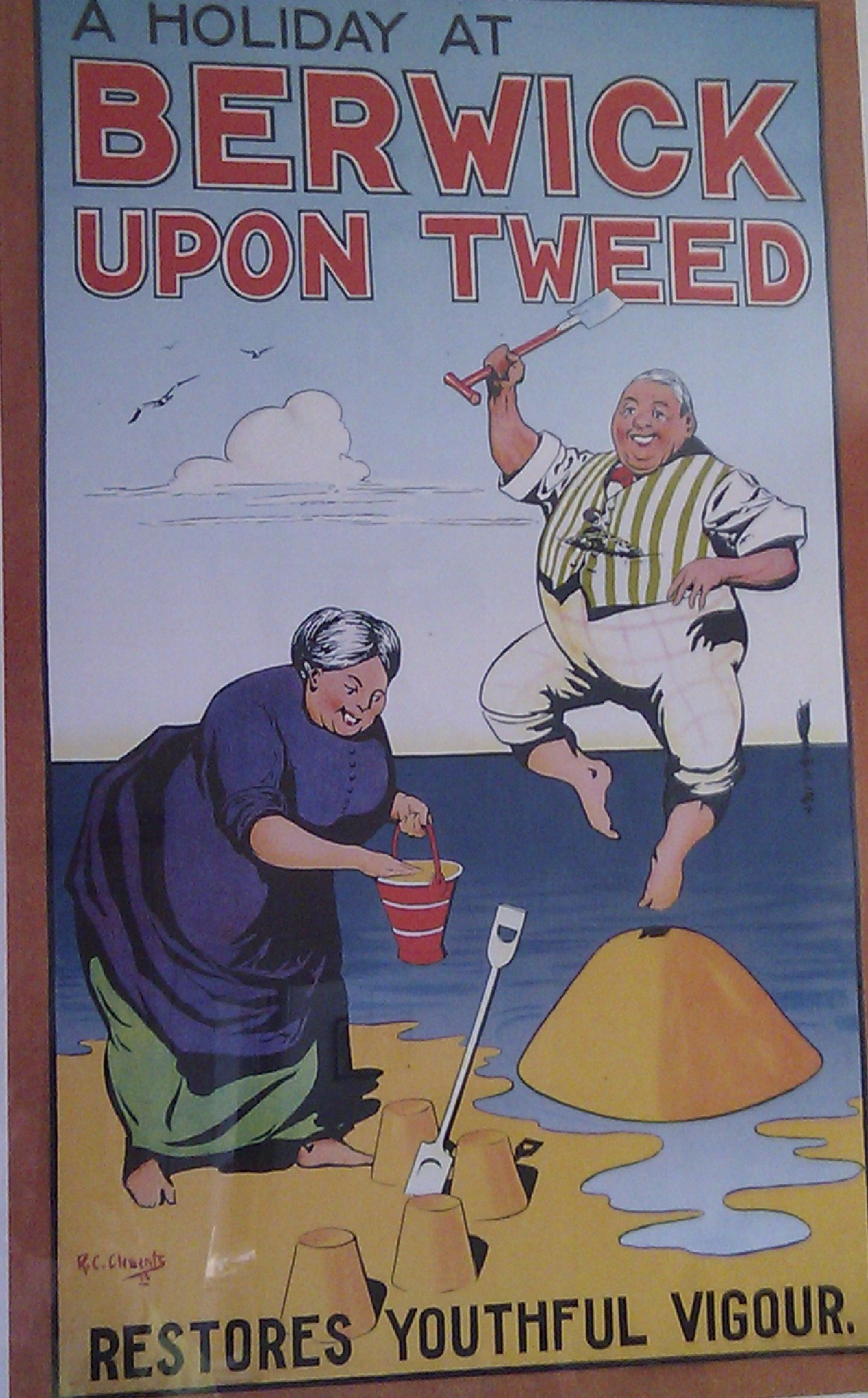
ベリック＝アポン＝ツイードのホリデーポスター

### 初期の歴史
ローマ時代以降、この地域にはBryneichのブリトン人が住んでいた。その後、この地域はバーニシアのアングリア王国の一部となった。バーニシアは後にデイアラ王国と統合してノーサンブリアを形成し、10世紀半ばにエドレッドの下でイングランド王国に入った。
ベリックは1018年のカラムの戦いでスコットランドに支配権が移るまで、ノーサンブリア伯爵領の一部であり続けた。町自体は、ノーサンブリア王国の時代にアングロ・サクソン人の入植地として設立された。

### スコットランドのバラ
10世紀後半から11世紀初頭にかけて、フォース川とツイード川の間の土地は、スコットランドによる征服、またはイングランドによる割譲によりスコットランドの支配下に置かれた。ベリックはデイヴィッド1世の治世に勅許自治都市になった。造幣局は1153年までに町に存在した。1276年、ウィリアム・デ・バデビーはベリックの城守だった。これが城郭都市自体に関係するのか、城に関係するのかは不明である。
スコットランドの支配下にある間、ベリックはエジンバラ近くのイースト・ロージアンのノース・ベリックの町と区別するために「サウス・ベリック」と呼ばれていた。
ベリックには、教会が管理する病人と貧しい人のための中世の病院があった。

### 紛争地域
何世紀にもわたる両国間の戦争中のアングロ・スコティッシュ・ボーダーズにおけるベリックの戦略的位置とその比較的大きな富は、襲撃、包囲、乗っ取りの連続につながった。スコットランドのウィリアム1世が1173年から74年にかけてイングランド北部を侵略し、占領しようとした。敗北後、ベリックはイングランドのヘンリー2世に割譲された。その後、十字軍のための資金を調達するためにイングランドのリチャード1世によってウィリアムに売り戻された。
ベリックは13世紀中頃までに繁栄した町になった。イングランドの司教で大法官であったウィリアム・エディントンによると、ベリックは「非常に人口が多く、商業的にも重要なため、もう一つのアレクサンドリアと呼ばれるのも当然であり、その富は海とその壁の水だった」。
1291年から92年にかけて、ベリックはジョン・ベイリャルと第5代アナンデール卿ロバート・ド・ブルースとの間で行われたスコットランドの王冠をめぐる争いで、イングランドのエドワード1世の仲裁地となった。1292年11月17日にベリック城の大広間で、ベイリャルを支持する決定が下された。

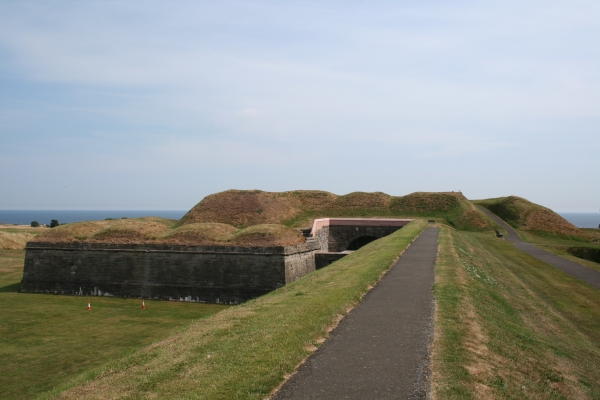
街壁の一部

1296年、イングランドはスコットランドと同盟関係にあったフランスと戦争を始めた。ベリオールはそれに応じてイングランドに侵攻し、カンバーランドを略奪した。エドワードはスコットランドに侵攻し、ベリックを占領し、町の大部分を破壊し、町の市民、商人、職人を虐殺した。

### イングランドのタウン

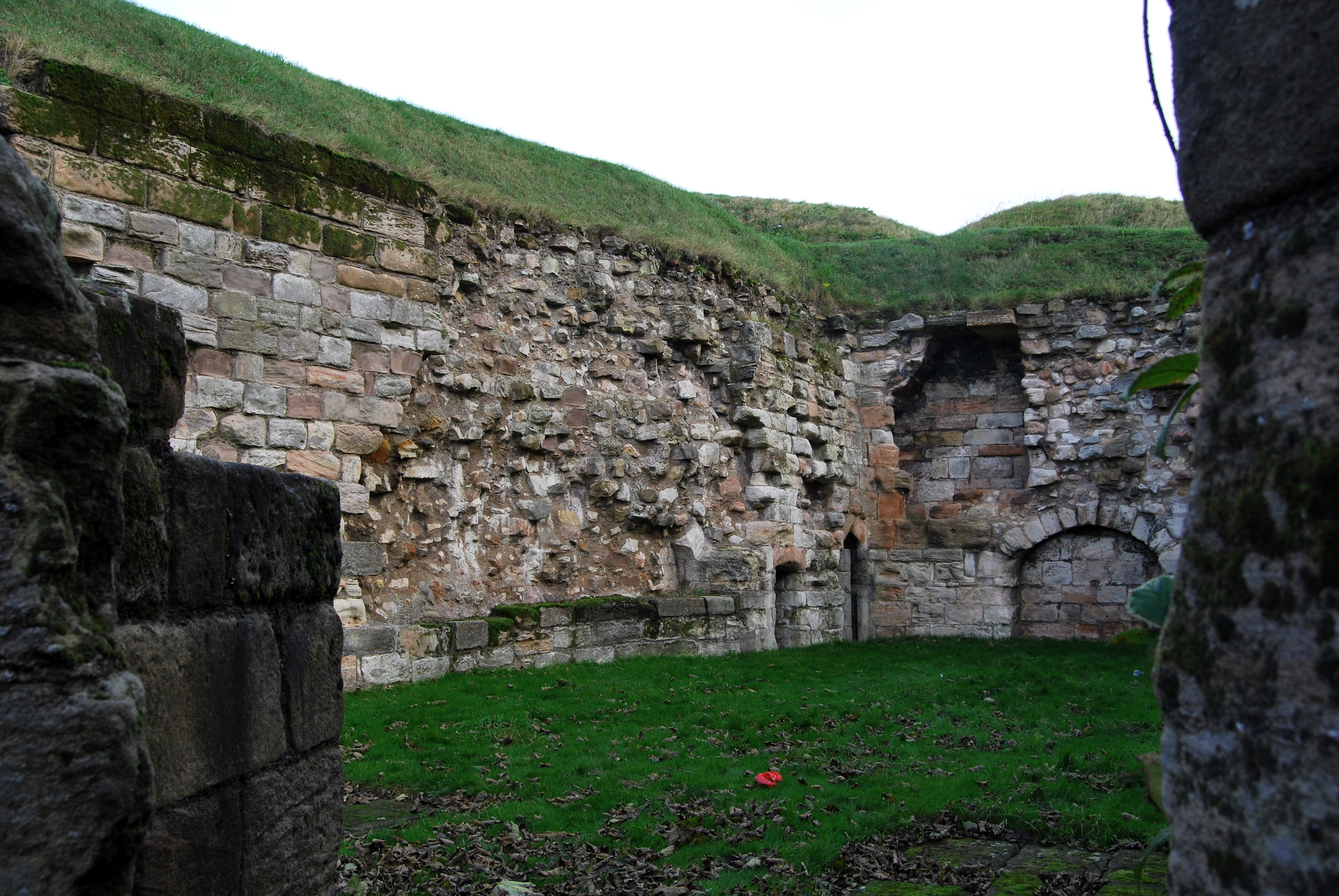
ベリック＝アポン＝ツイード要塞の細部

1551年、町は自治のカントリー・コーポレイトになった。

### イギリスのタウン

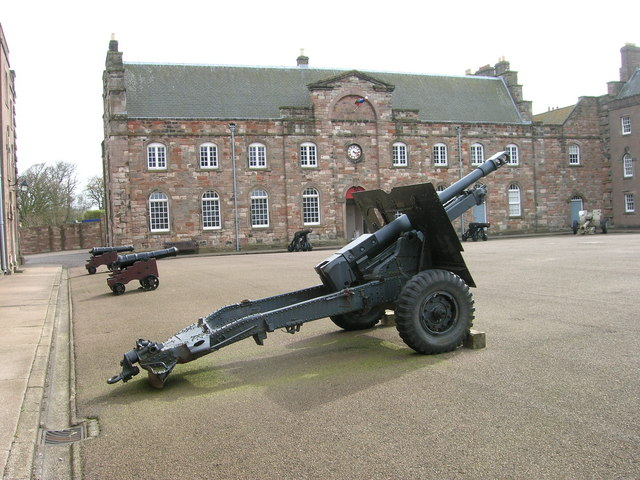
兵舎 (1717–1721)

1707年、イングランドとスコットランドの合同法は、ベリックがどの国に属しているかについての論争をほぼ終わらせた。それ以来、ベリックはイングランドとウェールズの法律と法制度の範囲内に留まった。1746年ウェールズ・ベリック法（廃止された）は、法律がイングランドに言及するときはいつでも、町への特別な言及を必要とせずにベリックに適用されると見なした。

## 交通

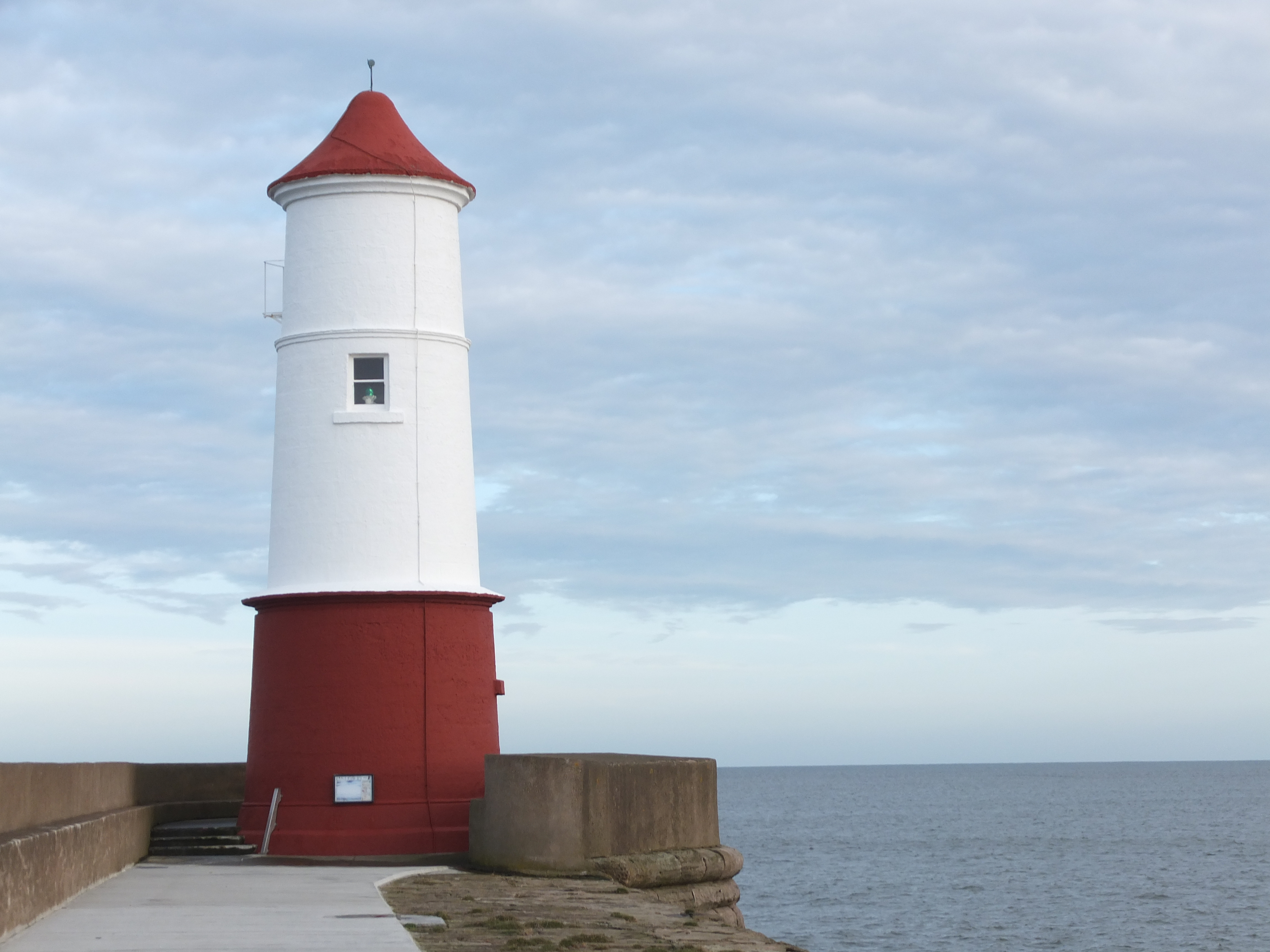
ベリック防波堤灯台

A1の旧道はベリックを通り抜け、現在のA1は町の西側を回って行く。イースト・コースト本線が通り、ベリック・アポン・ツイード駅が所在する。ツイードマスの小さな港は商品の輸出入を容易にするが、旅客輸送は行っていない。港は19世紀に築かれた長い防波堤で守られており、その末端には赤と白の灯台がある。1826年に完成した、13 m (43 ft) のその灯台は、海を見下ろす窓から5秒ごとに白色光を発する。船員の慈善団体、船員司牧には、港に到着する船員のニーズを支援する牧師がいる。

## 文化

### ベリックのアイデンティティ
ベリックはスコットランドの一部かイングランドの一部かためらうことで有名である。イングランド人であり、ノーサンバーランドに忠誠を誓う人もいれば、スコットランドとの親近感を感じる人もいる。
2008年、スコットランド議会 (MSP) のSNP党員であるクリスティン・グレアムは、スコットランド議会でベリックが再びスコットランドの一部になるよう呼びかけた。

### ベリック方言
ベリック＝アポン＝ツイードの地元の方言は他のノーサンバーランド地方の方言と東スコットランド中央方言の両方と多くの特徴を共有している。

### スポーツ
ベリックではベリック・レンジャーズFCが1881年に結成された。このチームはイングランドに本拠地を置くにもかかわらず、スコットランドのリーグに参加している。ベリック・レンジャーズの本拠地はシールフィールド・パークである。

### ロシアとの関係
ベリックが公式にロシアと戦争をしている（または最近していた）という外典の話がある。

## 双子都市
- バーウィック（英語版）、ペンシルベニア州、アメリカ合衆国
- ベリック（英語版）、ビクトリア州、オーストラリア
- ハーン（英語版）、ノルトライン＝ヴェストファーレン州、ドイツ
- サルプスボルグ、エストフォル県、ノルウェー
- チュチャンカ（英語版）、ヴィエルコポルスカ県、ポーランド

## ランドマーク
- ベリック城（英語版）は13世紀に建設され、1290年代に再建された。17世紀までに荒廃し、19世紀に鉄道を敷設するために大部分が取り壊された。しかし、かなりの遺跡が町の城壁のすぐ外側、西側の川沿いに残っている。
- ベリック街壁（英語版）とテューダー様式の城壁は、その種類の国内に残る最も優れた例の一部である。
- オールド・ブリッジは、15スパンの砂岩アーチ橋で全長 355 m (1,164 ft) 、1610年 – 1624年に£15,000で建設された。橋は現在も道路として使用されているが、一方向のみである。この橋は、ロンドンからエディンバラに至るグレート・ノースロード（英語版）の一部であり、ジェームズ6世と1世の命令で建設された。

## 著名な人物

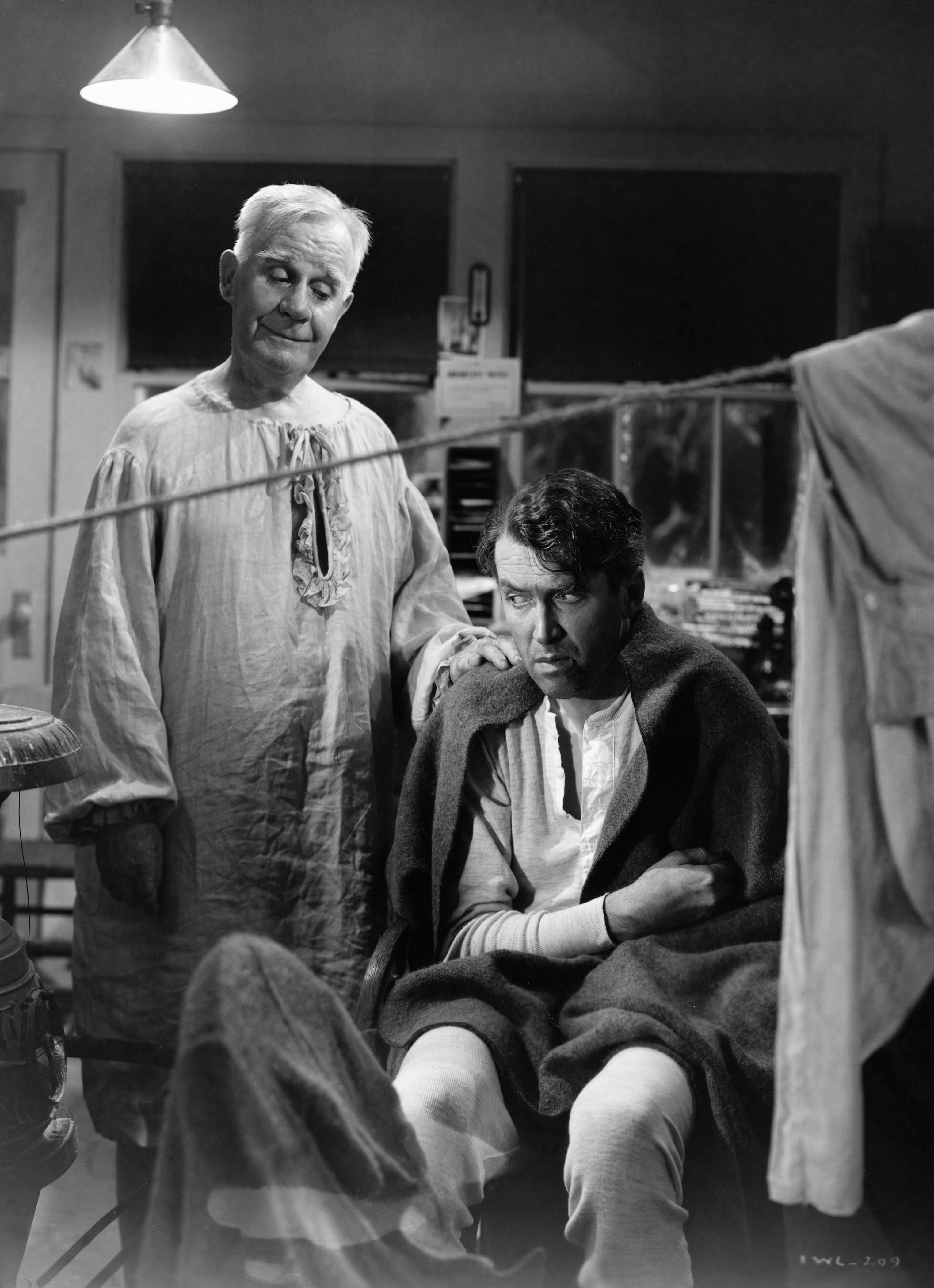
ヘンリー・トラヴァース（左）とジェームズ・ステュアート（右）

- ルーシー・ブロンズ - オリンピック・リヨン、イングランド代表のサッカー選手、ベリック＝アポン＝ツイードで生まれた
- ジェームズ・コックバーン（英語版） - カナダ庶民院の最初の議長、ベリックで生まれた
- ジョージ・フレデリック・クック（英語版） (1756–1811) - イングランドで最初のロマンチックな俳優と広く呼ばれている
- ジョージ・ジョンストン (1797–1855) - 博物学者
- アレクサンダー・ノックス - ハリウッド俳優、ベリックを第二の故郷とし、そこで亡くなった
- エリック・ローマクス - ベリック＝アポン＝ツイードに住んでいた、泰緬鉄道 癒される時を求めて（英語版）（原題：The Railway Man）の著者
- トレヴァー・スティーヴン - エバートン、イングランド代表のサッカー選手、ベリックで生まれた
- ヘンリー・トラヴァース - ベリックで育った（実際にはプルードホーで生まれたが）、性格俳優であり、最も有名なのは『素晴らしき哉、人生!』（原題：It's a Wonderful Life）のクラレンス・オドバディ（英語版）。

## 気候
ベリック＝アポン＝ツイードは海洋性気候で、季節ごとの気温差はわずかである。
| ベリック＝アポン＝ツイード, 標高: 22 m (72 ft), 1991–2020 平年値の気候 | ベリック＝アポン＝ツイード, 標高: 22 m (72 ft), 1991–2020 平年値の気候 | ベリック＝アポン＝ツイード, 標高: 22 m (72 ft), 1991–2020 平年値の気候 | ベリック＝アポン＝ツイード, 標高: 22 m (72 ft), 1991–2020 平年値の気候 | ベリック＝アポン＝ツイード, 標高: 22 m (72 ft), 1991–2020 平年値の気候 | ベリック＝アポン＝ツイード, 標高: 22 m (72 ft), 1991–2020 平年値の気候 | ベリック＝アポン＝ツイード, 標高: 22 m (72 ft), 1991–2020 平年値の気候 | ベリック＝アポン＝ツイード, 標高: 22 m (72 ft), 1991–2020 平年値の気候 | ベリック＝アポン＝ツイード, 標高: 22 m (72 ft), 1991–2020 平年値の気候 | ベリック＝アポン＝ツイード, 標高: 22 m (72 ft), 1991–2020 平年値の気候 | ベリック＝アポン＝ツイード, 標高: 22 m (72 ft), 1991–2020 平年値の気候 | ベリック＝アポン＝ツイード, 標高: 22 m (72 ft), 1991–2020 平年値の気候 | ベリック＝アポン＝ツイード, 標高: 22 m (72 ft), 1991–2020 平年値の気候 | ベリック＝アポン＝ツイード, 標高: 22 m (72 ft), 1991–2020 平年値の気候 |
| 月                                                                     | 1月                                                                    | 2月                                                                    | 3月                                                                    | 4月                                                                    | 5月                                                                    | 6月                                                                    | 7月                                                                    | 8月                                                                    | 9月                                                                    | 10月                                                                   | 11月                                                                   | 12月                                                                   | 年                                                                     |
| ---------------------------------------------------------------------- | ---------------------------------------------------------------------- | ---------------------------------------------------------------------- | ---------------------------------------------------------------------- | ---------------------------------------------------------------------- | ---------------------------------------------------------------------- | ---------------------------------------------------------------------- | ---------------------------------------------------------------------- | ---------------------------------------------------------------------- | ---------------------------------------------------------------------- | ---------------------------------------------------------------------- | ---------------------------------------------------------------------- | ---------------------------------------------------------------------- | ---------------------------------------------------------------------- |
| 平均最高気温 °C （°F）                                                 | 7.0 (44.6)                                                             | 7.6 (45.7)                                                             | 9.1 (48.4)                                                             | 10.9 (51.6)                                                            | 13.8 (56.8)                                                            | 15.8 (60.4)                                                            | 18.1 (64.6)                                                            | 17.7 (63.9)                                                            | 16.2 (61.2)                                                            | 13.1 (55.6)                                                            | 9.5 (49.1)                                                             | 7.2 (45)                                                               | 12.2 (54)                                                              |
| 日平均気温 °C （°F）                                                   | 4.6 (40.3)                                                             | 4.9 (40.8)                                                             | 6.2 (43.2)                                                             | 7.8 (46)                                                               | 10.3 (50.5)                                                            | 12.8 (55)                                                              | 14.8 (58.6)                                                            | 14.6 (58.3)                                                            | 12.9 (55.2)                                                            | 10.0 (50)                                                              | 6.9 (44.4)                                                             | 4.7 (40.5)                                                             | 9.2 (48.6)                                                             |
| 平均最低気温 °C （°F）                                                 | 2.1 (35.8)                                                             | 2.1 (35.8)                                                             | 3.2 (37.8)                                                             | 4.7 (40.5)                                                             | 6.9 (44.4)                                                             | 9.7 (49.5)                                                             | 11.5 (52.7)                                                            | 11.4 (52.5)                                                            | 9.6 (49.3)                                                             | 6.9 (44.4)                                                             | 4.2 (39.6)                                                             | 2.1 (35.8)                                                             | 6.2 (43.2)                                                             |
| 降水量 mm （inch）                                                     | 46.2 (1.819)                                                           | 39.2 (1.543)                                                           | 39.4 (1.551)                                                           | 36.5 (1.437)                                                           | 47.9 (1.886)                                                           | 46.8 (1.843)                                                           | 67.4 (2.654)                                                           | 62.2 (2.449)                                                           | 50.4 (1.984)                                                           | 65.1 (2.563)                                                           | 56.8 (2.236)                                                           | 48.2 (1.898)                                                           | 606.1 (23.863)                                                         |
| 平均月間日照時間                                                       | 61.5                                                                   | 94.1                                                                   | 120.0                                                                  | 167.9                                                                  | 201.5                                                                  | 171.3                                                                  | 182.4                                                                  | 165.8                                                                  | 139.3                                                                  | 103.5                                                                  | 73.9                                                                   | 54.2                                                                   | 1,535.4                                                                |
| 出典1：Met Office                                                      |                                                                        |                                                                        |                                                                        |                                                                        |                                                                        |                                                                        |                                                                        |                                                                        |                                                                        |                                                                        |                                                                        |                                                                        |                                                                        |
| 出典2：WeatherAtlas                                                    |                                                                        |                                                                        |                                                                        |                                                                        |                                                                        |                                                                        |                                                                        |                                                                        |                                                                        |                                                                        |                                                                        |                                                                        |                                                                        |